# The Immigrant
The Immigrant (Charlot emigrante o El inmigrante) es un cortometraje mudo con dirección y actuación de Charlie Chaplin. Fue estrenado el 17 de junio de 1917.
En 1998, la película fue considerada «cultural, histórica y estéticamente significativa» por la Biblioteca del Congreso de Estados Unidos y seleccionada para su conservación en el National Film Registry.

## Trama
El personaje del vagabundo esta vez es un inmigrante que llega a los Estados Unidos en barco desde Europa. Es acusado falsamente de robo en la travesía, y traba amistad con la supuesta víctima, pues en realidad ha intentado ayudarla dejándole dinero en el bolsillo.

## Reparto
- Charles Chaplin: Charlot inmigrante.
- Edna Purviance: la joven inmigrante.
- Kitty Bradbury:[7] inmigrante, madre de la joven.
- Janet Miller Sully (sin acreditar):[8] inmigrante.
- Loyal Underwood (s. a.):[9] inmigrante.
- Tom Wilson (s. a.):[10] oficial del barco / dueño del restaurante.
- Eric Campbell: encargado del restaurante.
- William Gillespie (s. a.):[11] violinista.
- Albert Austin: comensal de Charlot.
- John Rand:[12] comensal ebrio que no puede pagar.
- James T. Kelly:[13] otro comensal.
- Tiny Sandford (s. a.):[14] un tramposo.
- Henry Bergman: artista.
- Frank J. Coleman:[15] el cajero.
- Tom Harrington (s. a.):[16] empleado del registro matrimonial.

## Producción

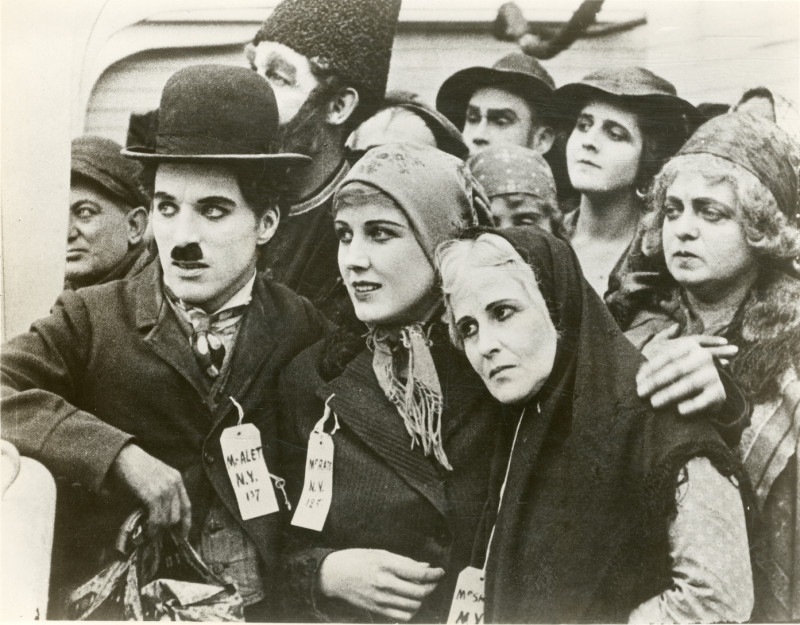
Chaplin, Edna Purviance y Kitty Bradbury en una foto publicitaria de la película.

En su serie documental Chaplin Desconocido, Kevin Brownlow y David Gill cuentan que las primeras escenas de The Immigrant fueron escritas y filmadas después de hacer la segunda mitad de la película, en la cual el vagabundo, falto de dinero, se encuentra una moneda y va a un restaurante, pero por casualidad la moneda se le había caído del bolsillo. Es después de filmado esto cuando Chaplin decidió que la razón por la que el Vagabundo estaba sin dinero era porque acababa de llegar en barco desde Europa, y usó esta idea como base para la primera mitad de la película. Purviance cuenta que le hicieron comer tantos frijoles para completar la secuencia de restaurante (personificando a otra inmigrante que se enamora de Charlie) que llegó a enfermar.
La escena en la que Chaplin da patadas a un oficial de inmigración fue citada más tarde como prueba de su antiamericanismo, en la época en que lo forzaron a dejar los Estados Unidos. 